# 加藤雅人 (俳優)
加藤 雅人（かとうまさと、1979年1月3日 - ）は、日本の俳優。東京都出身。やぎ座。身長170cm。

## 人物
特技は太鼓、アイスホッケー、古武術。
趣味はドライブ、ギター、神輿担ぎ。

## 出演

### 舞台
- ラブリーヨーヨー
- 愛される覚えはない
- 俺たちに他意はない
- エクストラショットノンホイップキャラメルプディングマキアート（2015年）
- また来てマチ子の、愛をもう止めないで（2018年）[1]

### 映画
- 幸福な食卓（2006年）
- ハンサム★スーツ（2008年）
- ハッピーフライト（2008年）
- 闇金ウシジマくん - クズ呼ばわりされる労働者（2014年）

### テレビドラマ

#### 日本テレビ
- チート～詐欺師の皆さん、ご注意ください～ - 詐欺被害者（2019年）

#### フジテレビ
- セシルのもくろみ - 森奏生（2017年）
- 結婚相手は抽選で - 鯨井浩樹（2018年）
- 竜の道（2020年）

#### テレビ朝日
- 豆腐プロレス（2017年）

#### tvk
- また来てマチ子の、恋はもうたくさんよ - 町山タモツ（2018年）